# Rask Mølle
Rask Mølle is een plaats in de Deense regio Midden-Jutland, gemeente Hedensted, en telt 1017 inwoners (2008). Het dorp ontstond rond het station  aan de spoorlijn Horsens - Thyregod. 